# 리히텐슈타인 올림픽 위원회
리히텐슈타인 올림픽 위원회(독일어: Liechtensteinischer Olympischer Sportverband)는 리히텐슈타인의 국가 올림픽 위원회이다. IOC 코드는 LIE이다. 본부는 샨에 있으며 유럽 올림픽 위원회에 소속되어 있다.
1935년에 설립되었으며 같은 해에 국제 올림픽 위원회의 승인을 받았다. 2013년까지는 리히텐슈타인 올림픽 체육 연맹(독일어: Liechtensteinischer Olympischer Sportverband)이라는 이름을 사용했다. 올림픽, 유러피언 게임, 유럽 소국 경기 대회를 비롯한 국제 스포츠 대회에 참가하는 리히텐슈타인의 선수들을 대표한다.

## 같이 보기
- 올림픽 리히텐슈타인 선수단